# 남성역
남성역(南城驛, Namseong station)은 서울특별시 동작구 사당로에 위치한 서울 지하철 7호선의 지하철역이다. 인근에 총신대학교가 위치한다.

## 역사
- 2000년 8월 1일 : 서울 지하철 7호선 신풍~건대입구 구간 개통과 함께 영업 개시, 당시 부역명은 총신대입구 이었음.
- 2001년 2월 1일 : 서울 지하철 4호선 이수역이 총신대입구(이수)역으로 환원과 함께 부역명이 폐지됨.
- 2015년 1월 15일 : 3번 출구 에스컬레이터 설치공사
- 2016년 4월 30일 : 3번 출구 에스컬레이터 설치 지연
- 2016년 8월 16일 : 3번 출구 에스컬레이터 설치 완료
- 2017년:유자병원 부역명 추가

## 역 구조
승강장은 2면 2선의 상대식 승강장이며, 스크린도어가 설치되어 있다. 출구는 4개다. 대합실은 지하 1층과 지하 2층에, 승강장은 지하 3층에 있다.
이 승강장은 승하차와 단차사이 가 있기 때문에 내리실때에 발빠짐 주의를 해야 안전사고를 예방할 수 있다. 

### 승강장
| 이수 ↑       |
| \| 상        |
| ↓ 숭실대입구 |

| 상행 | ● 서울 지하철 7호선 | 이수 · 고속터미널 · 강남구청 · 상봉 · 장암 방면 |
| 하행 | ● 서울 지하철 7호선 | 보라매 · 대림 · 온수 · 부천시청 · 석남 방면     |

## 역 주변
- 사당시장
- 던킨도너츠 사당남성점
- 사당종합사회복지관
- 사당3동행정복지센터
- 배스킨라빈스
- 사당4동
- 동작고등학교
- 총신대학교 (신관까지 이수역 10번출구에서 1.62km, 남성역 3번출구에서 0.72km)
- 사당문화회관
- 사당5동
- 사당중학교
- 남성지구대
- 사당3동
- 남성초등학교
- 케이에프씨 사당총신대점

## 부역명에 관한 이야기
이 역은 2000년 8월 1일 개통 당시 인근에 총신대학교가 있어서 총신대입구라는 부역명이 있었다. 대신 4/7호선 총신대입구(이수)역은 이수역으로 바뀌었다.
그러나 이수역 역명 변경으로 인한 총신대학교의 거센 반발로 2001년 2월 1일에 서울 지하철 4호선의 이수역 이 총신대입구(이수)역으로 역명이 환원되면서 이 역의 부역명이 폐지되었다. 그러나 실제로는 이수역(10번 출구에서 1.62km)에 비해 남성역(3번 출구에서 0.72km)이 총신대학교(신관 기준)에서 더 가까운 역이다.

## 이용객 변동
2000년 자료는 개통일인 2000년 8월 1일부터 12월 31일까지인 153일 기준으로 환산한 것이다.
| 노선  | 노선   | 일평균 인원수 (명/일) | 일평균 인원수 (명/일) | 일평균 인원수 (명/일) | 일평균 인원수 (명/일) | 일평균 인원수 (명/일) | 일평균 인원수 (명/일) | 일평균 인원수 (명/일) | 일평균 인원수 (명/일) | 일평균 인원수 (명/일) | 일평균 인원수 (명/일) | 각주  |
| 노선  | 노선   | 2000년                | 2001년                | 2002년                | 2003년                | 2004년                | 2005년                | 2006년                | 2007년                | 2008년                | 2009년                | 각주  |
| ----- | ------ | --------------------- | --------------------- | --------------------- | --------------------- | --------------------- | --------------------- | --------------------- | --------------------- | --------------------- | --------------------- | ----- |
| 7호선 | 승차   | 8,787                 | 10,628                | 11,640                | 12,466                | 12,459                | 12,019                | 11,749                | 11,593                | 11,286                | 11,221                | [ 2 ] |
| 7호선 | 하차   | 8,174                 | 9,749                 | 10,599                | 11,425                | 11,374                | 10,919                | 10,612                | 10,514                | 10,319                | 10,229                | [ 2 ] |
| 7호선 | 승하차 | 16,961                | 20,377                | 22,239                | 23,890                | 23,833                | 22,938                | 22,361                | 22,107                | 21,606                | 21,450                | [ 2 ] |
| 노선  | 노선   | 2010년                | 2011년                | 2012년                | 2013년                | 2014년                | 2015년                | 2016년                | 2017년                |                       |                       | [ 2 ] |
| 7호선 | 승차   | 11,661                | 11,697                | 11,838                | 11,981                | 11,955                | 11,792                | 11,621                | 11,751                |                       |                       | [ 2 ] |
| 7호선 | 하차   | 10,576                | 10,580                | 10,707                | 10,883                | 10,975                | 10,873                | 10,816                | 10,952                |                       |                       | [ 2 ] |
| 7호선 | 승하차 | 22,236                | 22,277                | 22,546                | 22,864                | 22,930                | 22,665                | 22,437                | 22,703                |                       |                       | [ 2 ] |

## 인접한 역
| 서울 지하철 7호선  | 서울 지하철 7호선   | 서울 지하철 7호선        |
| ------------------ | ------------------- | ------------------------ |
| 736 이수 장암 방면 | ● 서울 지하철 7호선 | 738 숭실대입구 석남 방면 |